# Chute de la Druise
La chute de la Druise est une importante chute d'eau de la rivière Gervanne située dans la Drôme, en région Auvergne-Rhône-Alpes. Elle se situe sur la limite territoriale des communes d'Omblèze et de Plan-de-Baix dans le sud du massif du Vercors à la sortie des gorges d'Omblèze. D'une hauteur de 72 mètres, c'est l'une des plus impressionnantes cascades du sud du massif du Vercors.
L'accès à la cascade se fait en environ 30 minutes de marches sur un chemin escarpé.